# Семово
Семово (пол. Siemowo, нім. Siemowo, 1939-45: Leinrode) — село в Польщі, у гміні Ґостинь Гостинського повіту Великопольського воєводства.
Населення — 447 осіб (2011).
У 1975-1998 роках село належало до Лешненського воєводства.

## Демографія
Демографічна структура станом на 31 березня 2011 року:
|          | Загалом | Допрацездатний вік | Працездатний вік | Постпрацездатний вік |
| -------- | ------- | ------------------ | ---------------- | -------------------- |
| Чоловіки | 223     | 51                 | 147              | 25                   |
| Жінки    | 224     | 54                 | 119              | 51                   |
| Разом    | 447     | 105                | 266              | 76                   |